# Борщівський цукровий завод
Борщівський цукровий завод - підприємство харчової промисловості у місті Борщів Борщівського району Тернопільської області.

## Історія
Цукровий завод був побудований відповідно до семирічного плану розвитку народного господарства СРСР і введений в експлуатацію в 1962 році. Разом із заводом було побудовано заводське селище для робітників підприємства.
Будівництво заводу проходило відповідно до програми виробничої кооперації країн РЕВ, у ньому брали участь 70 підприємств СРСР, а також підприємства НДР та Чехословаччини.
1972 року потужність цукрового заводу становила 2,5 тис. тонн цукрових буряків на добу, цього року він випустив 48,2 тис. тонн. тонн цукру-піску, який закуповували всі республіки СРСР, а також Болгарія, Угорщина, НДР та Югославія.
Робітники заводу брали участь у художній самодіяльності. У 1978 році на підприємстві було відкрито музей історії народного театру Борщівського цукрового заводу.
На балансі заводу знаходилося робоче селище з 37 житлових будинків.
В цілому, за радянських часів завод входив до найбільших підприємств міста.
Після проголошення незалежності України завод перейшов у відання Державного комітету харчової промисловості України. Надалі державне підприємство було реорганізовано у відкрите акціонерне товариство, а потім – у товариство з обмеженою відповідальністю.
Перевиробництво цукру в 2006 році і економічна криза, що почалася в 2008 році, ускладнили положення заводу, який зупинив роботу.
У грудні 2016 року німецька компанія "Pfeifer&Langen" розпочала переговори з банком "Промінвестбанк" про придбання заводу (який раніше був у власності компанії "Т-Цукор") і в січні 2017 року стала власником заводу.
Завод знаходиться у власності ТОВ «Радехівський цукор» (структурного підрозділу німецької компанії "Pfeifer&Langen").